# Естадио Мунисипал де Риасор
Естадио Мунисипал де Риасор е мултифункционален стадион в Ла Коруня, Галисия, Испания. На стадиона домакинските си мачове играе отборът на Депортиво Ла Коруня.

## История
Стадионът е тържествено открит на 28 октомври 1944 г. с мач между отборите на Депортиво Ла Коруня и ФК Валенсия, завършил с победа за гостите с 2:3. На стадиона се играят няколко мача от Мондиал 1982. Това е първия повод за пълната реконструкция на стадиона. Следващата реконструкция е през 1995, а през 1998 капацитетът е увеличен на 36 000 места.

## Проект за нов стадион
През 2003 година президентът на Депортиво Ла Коруня представя обществен проект за нов стадион „Риасор“, разработен от известния мексикански архитект Питър Айзенман. Той обявява, че новият стадион ще бъде един от най-красивите в света. За момента изпълнението на проекта е спряно.

## Риасор е дяволско място за Реал Мадрид
Ако има нещо, което трябва да бъде записано в историята на футбола, то това е, че Реал Мадрид не може да спечели на Риасор. Поне не и през 17 поредни сезона. В един от мачовете през сезон 1991-92 Реал Мадрид повежда с 2:0 след 25 минути игра с голове на Фернандо Йеро и Иван Саморано, но впоследствие Депортиво изравнява след две попадения на бразилеца Бебето, а впоследствие Рикардо Роча си отбелязва автогол и Галисииците печелят с 3:2. Оттогава Реал Мадрид няма победа до 2009.

## Технически данни
Техническа информация за стадион „Риасор“:
- Капацитет: 34, 600 места
- Размери на терена: 105 m x 68 m